# عبد المناف نور الدين
عبد المناف نور الدين (مواليد 8 فبراير 1999) هو لاعب كرة قدم غاني يلعب في مركز حارس المرمى في نادي يوبين.

## روابط خارجية
- عبد المناف نور الدين على موقع قاعدة بيانات كرة القدم.إي يو (الإنجليزية)
- عبد المناف نور الدين على موقع ناشيونال فوتبول تيمز (الإنجليزية)
- عبد المناف نور الدين على موقع Soccerway.com (الإنجليزية)
- عبد المناف نور الدين على موقع عالم كرة القدم.نت (الإنجليزية)